# Klementyna Hoffmanowa
Klementyna Hoffmanowa, nata Klementyna Tańska (Varsavia, 23 novembre 1798 – Passy, 21 settembre 1845) è stata una scrittrice polacca.
È stata la prima donna in Polonia a svolgere primariamente la professione di scrittrice e insegnante, nonché una delle prime scrittrici polacche di letteratura per bambini.

## Biografia
Appartenente ad una famiglia nobile moderatamente ricca, era la figlia dello scrittore e romanziere polacco Ignacy Tański. Per qualche tempo visse con sua madre a Varsavia. Nel 1819 pubblicò il suo primo libro Pamiątki po dobrej matce, czyli ostatnie jej rady dla córki (Ricordi di una brava madre, ovvero i suoi ultimi consigli per la figlia), un monologo in cui una donna anziana impartisce le ultime parole di saggezza e consigli a una figlia.
Negli anni venti del XIX secolo curò una popolare rivista per bambini e pubblicò diversi libri che hanno conquistato un vasto pubblico per diverse generazioni. Ha anche pubblicato una serie di romanzi tra cui: Le lettere di Elżbieta Rzeczycka alla sua amica Urszula (1824) e, probabilmente il suo lavoro più noto, Il diario della contessa Françoise Krasinska (1825), tradotto in diverse lingue, e presentato come uno dei primi romanzi psicologici polacchi.
Hoffmanowa sollevò il dibattito sull'autonomia economica delle donne. Credeva che il primo passo per le donne per raggiungere l'indipendenza fosse quello di ottenere un'istruzione per consentire loro di svolgere un lavoro retribuito. Tuttavia mantenne opinioni conservatrici sul ruolo delle donne, facendo riferimento ai valori nazionali e cattolici.
Sebbene la scrittura fosse la sua attività principale e preferita e si considerasse principalmente una scrittrice, fu anche insegnante in diverse scuole femminili e docente di scienze morali all'Istituto delle Governanti di Varsavia (1826–1831). Alcune delle sue alunne in seguito divennero scrittrici e insegnanti. Hoffmanowa fu ricordata con rispetto e apprezzamento da alcuni dei suoi studenti, tuttavia la sua allieva Narcyza Żmichowska ne criticò il conservatorismo.
Nel 1829 sposò Karol Boromeusz Hoffman, scrittore, avvocato e storico, e cambiò il suo nome in Hoffmanowa, prendendo il cognome del marito.
Durante la rivolta di novembre del popolo polacco contro l'Impero russo, Hoffmanowa fu cofondatrice e presidente dell'Unione della carità patriottica dei varsaviani e prestò soccorso ai soldati feriti. Dopo la caduta della rivolta nel 1831, lei e suo marito fuggirono a Parigi, dove la loro casa divenne un luogo di incontro per i rifugiati politici polacchi. In Francia fu attiva nell'Associazione di beneficenza delle signore polacche e della Società letteraria e fu soprannominata madre della grande emigrazione. Fu amica di Chopin e Mickiewicz.
Morì di cancro al seno all'età di 46 anni e fu sepolta nel cimitero di Père-Lachaise.

## Opere selezionate
- 1819: Pamiątki po dobrej Matce
- 1823: Wiązanie Helenki
- 1824: Listy Elżbiety Rzeczyckiej do przyjaciółki Urszuli za panowania Augusta III pisane
- 1825: Druga książeczka Helenki
- 1825:  Dziennik Franciszki Krasińskiej w ostatnich latach Augusta III pisany (Il diario della Contessa Françoise Krasinska)
- 1830: Powieści z Pisma świętego (storie dall'Antico Testamento)
- 1832: Rozrywki dla Dzieci
- 1833: Wybór pism, volumes I–X
- 1833: Biografie znakomitych Polaków i Polek
- 1839: Karolina
- 1841: Krystyna
- 1845: Jan Kochanowski w Czarnolesie
- 1849: Pisma pośmiertne
- 1849: O powinnościach kobiet
- 1851: Pismo święte wybrane z ksiąg Starego i Nowego Zakonu objaśnione uwagami pobożnych uczonych i ofiarowane matkom i dzieciom przez Autorkę Pamiątki po dobrej matce (storie dalla Bibbia)

### Pubblicazioni postume
- 1857–1859: Pisma, volumi I-XI
- 1876: Dzieła, volumi I-XII (a cura di N. Żmichowska)
- 1898: Wybór Dzieł, volumi I-IV (a cura di P. Chmielowski)